# Manzanal del Barco (kommunhuvudort)
Manzanal del Barco är en kommunhuvudort i Spanien.   Den ligger i provinsen Provincia de Zamora och regionen Kastilien och Leon, i den nordvästra delen av landet, 230 km nordväst om huvudstaden Madrid. Manzanal del Barco ligger 704 meter över havet och antalet invånare är 194. Den ligger vid sjöarna  Embalse de Ricobayo och Embalse del Esla.
Terrängen runt Manzanal del Barco är platt. Runt Manzanal del Barco är det ganska tätbefolkat, med 75 invånare per kvadratkilometer. Närmaste större samhälle är Carbajales de Alba, 4,7 km väster om Manzanal del Barco. Trakten runt Manzanal del Barco består till största delen av jordbruksmark.